# Liste der Baudenkmäler in Bad Alexandersbad
Auf dieser Seite sind die Baudenkmäler in der oberfränkischen Gemeinde Bad Alexandersbad zusammengestellt. Diese Tabelle ist eine Teilliste der Liste der Baudenkmäler in Bayern. Grundlage ist die Bayerische Denkmalliste, die auf Basis des Bayerischen Denkmalschutzgesetzes vom 1. Oktober 1973 erstmals erstellt wurde und seither durch das Bayerische Landesamt für Denkmalpflege geführt wird. Die folgenden Angaben ersetzen nicht die rechtsverbindliche Auskunft der Denkmalschutzbehörde.
 Diese Liste gibt den Fortschreibungsstand vom 2. September 2014 wieder und enthält 8 Baudenkmäler.

## Baudenkmäler nach Ortsteilen

### Bad Alexandersbad
| Lage                                                                     | Objekt                                      | Beschreibung | Akten-Nr.             | Bild           |
| ------------------------------------------------------------------------ | ------------------------------------------- | --- | --------------------- | -------------- |
| Am Kurpark 1 (Standort)                                                  | Ehemaliges Schloss Alexandersbad            | Dreigeschossiger Mittelpavillon mit Walmdach, gartenseitig mit Granitquadern verkleidet, zweigeschossige Seitenflügel mit Halbwalmdächern, massiv und verputzt, bezeichnet „1783“, nach Plänen von Johann Gottlieb Riedel | D-4-79-111-8 Wikidata | weitere Bilder |
| Am Kurpark 2 (Standort)                                                  | Wohnhaus, sogenannte Ludwigsburg            | Zweigeschossiger Satteldachbau mit übergiebelten Seitenrisaliten, massiv und verputzt, zweite Hälfte 19. Jahrhundert | D-4-79-111-1 Wikidata | BW             |
| Am Kurpark 2, Hainleite, Markgrafenstraße 45, Nähe Am Kurpark (Standort) | Kurpark, ehemaliger Schlosspark             | Mit altem Baumbestand Granitstele (ehemalige Brunnensäule) mit Schriftkartusche, bezeichnet „1782“ Monopteros, Rundtempel mit dorischen Säulen, um 1800 Heilbrunnen (sogenannte Luisenquelle)                             | D-4-79-111-2 Wikidata | weitere Bilder |
| Markgrafenstraße 5 (Standort)                                            | Evangelisch-lutherische Heilig-Geist-Kirche | Saalbau, Sakristeianbau, Walmdach mit Dachreiter, 1929/30 nach Plänen von Karl Stöhr erbaut | D-4-79-111-3 Wikidata | BW             |
| Markgrafenstraße 28 (Standort)                                           | Sogenanntes Altes Kurhaus                   | Dreigeschossiger, zweiflügeliger Walmdachbau, massiv und verputzt, der Hauptflügel mit vier Portikus-Säulen, 1835 ff. von Ritter; mit Ausstattung                                                                         | D-4-79-111-4 Wikidata | weitere Bilder |

### Dünkelhammer
| Lage                       | Objekt  | Beschreibung                                                                                              | Akten-Nr.             | Bild |
| -------------------------- | ------- | --- | --------------------- | ---- |
| In Dünkelhammer (Standort) | Stadel  | Massiv, Traufseite verputzt, mit zwei gefelderten Granit-Torbogenrahmungen, Satteldach, bezeichnet „1831“ | D-4-79-111-5 Wikidata | BW   |
| Mühlenweg 4 (Standort)     | Gasthof | Zweigeschossiger Bau mit Walm- bzw. Halbwalmdach, im Kern 17./18. Jahrhundert, modernisiert               | D-4-79-111-6 Wikidata | BW   |

### Sichersreuth
| Lage                                                                             | Objekt    | Beschreibung | Akten-Nr.             | Bild |
| -------------------------------------------------------------------------------- | --------- | ------------ | --------------------- | ---- |
| Bundesstraße 303, an der alten Staatsstraße Sichersreuth-Dünkelhammer (Standort) | Wegweiser | Steinsäule   | D-4-79-111-7 Wikidata | BW   |